# Прогресс (Лоевский район)
Прогресс (бел. Прагрэс) — посёлок в Страдубском сельсовете Лоевского района Гомельской области Беларуси.
На севере граничит с лесом.

## География

### Расположение
В 10 км на северо-запад от Лоева, 54 км от железнодорожной станции Речица (на линии Гомель — Калинковичи), в 72 км от Гомеля.

## Транспортная сеть
Транспортные связи по просёлочной, затем автомобильной дороге Лоев — Речица. Планировка состоит из прямолинейной улицы, близкой к меридиональной ориентации. Застройка двусторонняя, деревянная, усадебного типа.

## История
Основан в начале 1920-х годов переселенцами из соседних деревень на бывших помещичьих землях. В 1930 году организован колхоз «Прогресс», работали кузница и 2 круподёрки. Во время Великой Отечественной войны оккупанты в ноябре 1943 года сожгли посёлок и убили 11 жителей. Согласно переписи 1959 года в составе совхоза Днепровский (центр — деревня Переделка).
До 31 декабря 2009 года в составе Переделковского сельсовета.

## Население

### Численность
- 1999 год — 34 хозяйства, 63 жителя.

### Динамика
- 1940 год — 62 двора, 247 жителей.
- 1959 год — 192 жителя (согласно переписи).
- 1999 год — 34 хозяйства, 63 жителя.